# Sara Stridsberg
Sara Stridsberg (ur. 29 sierpnia 1972 w Solna) – szwedzka pisarka, dramaturg i tłumaczka. Laureatka m.in. Nagrody literackiej Rady Nordyckiej w 2007 roku za powieść Drömfakulteten. Od 2016 do 2018 roku była członkiem Akademii Szwedzkiej.

## Życiorys
Studiowała socjologię, historię idei i prawo na Uniwersytecie w Uppsali oraz w Strasburgu. Studia prawnicze ukończyła w 1998 roku w Uppsali, nigdy jednak nie pracowała w zawodzie prawnika. Zainspirowana twórczością m.in. Elfriede Jelinek, Marguerite Duras, Birgitty Trotzig wybrała karierę literacką. Związała się z feministycznym czasopismem społeczno-kulturalnym Bang, gdzie ukazywały się jej teksty. W 2003 roku, w związku z przeżyciami i obserwacjami związanymi z podróżą do Kambodży, przełożyła na język szwedzki SCUM Manifesto amerykańskiej radykalnej feministki Valerie Solanas.
Debiutowała w 2004 roku powieścią Happy Sally. W 2006 roku wydała przełomową w jej karierze powieść Drömfakulteten (przekład polski: Fakultet marzeń, Warszawa 2009), opowiadającą w fikcyjny sposób o życiu Valerie Solanas, autorki SCUM Manifesto. Powieść została wyróżniona w 2007 roku Nagrodą literacką Rady Nordyckiej i nominowana do nagrody literackiej Augustpriset.
We wrześniu 2006 roku w Dramaten w Sztokholmie miała miejsce prapremiera debiutanckiej sztuki Valerie Solanas ska bli president i Amerika. W marcu 2009 roku wystawiono kolejną sztukę, Medealand, opartą na klasycznej tragedii Eurypidesa. W styczniu 2012 roku dramaty Sary Stridsberg zostały wydane w zbiorze Medealand och andra pjäser, nominowanym do Augustpriset. Pół roku później miała premierę sztuka Dissekering av ett snöfall, w której znalazły się elementy zaczerpnięte z biografii królowej Krystyny.
W 2010 roku wydała powieść Darling River zainspirowaną powieścią Lolita Vladimira Nabokova. Powieść została nominowana do Augustpriset. W 2014 roku Sara Stridsberg została po raz czwarty nominowana do tej nagrody za wydaną we wrześniu tego roku powieść Beckomberga. Ode till min familj.
13 maja 2016 roku została wybrana do Akademii Szwedzkiej, gdzie zastąpiła Gunnel Vallquist na krześle nr 13. Z udziału w pracach i spotkaniach Akademii zrezygnowała 28 kwietnia 2018 roku.

## Twórczość

### Powieści
- 2004: Happy Sally (wyd. pol.: Happy Sally, 2006)
- 2006: Drömfakulteten (wyd. pol.: Fakultet marzeń, 2009)
- 2010: Darling River
- 2014: Beckomberga. Ode till min familj

### Sztuki teatralne
- 2006: Valerie Solanas ska bli president i Amerika
- 2009: Medealand
- 2012: Dissekering av ett snöfall
- 2012: Medealand och andra pjäser (zbiór)
- 2015: Beckomberga
- 2015: Konsten att falla
- 2016: American Hotel

### Przekłady na język szwedzki
- 2003: Valerie Solanas, SCUM manifest
- 2006: Sarah Kane, Bombad
- 2007: Sam Shepard, Hem till gården

### Inne
- 1999: Juristutbildningen ur ett genusperspektiv
- 2002: Det är bara vi som är ute och åker: intervjuer från Fårö och Fårösund
- 2012: Mamman och havet (ilustracje Anna-Clara Tidholm)

## Nagrody i wyróżnienia
- 2004: Stipendium ur Gerard Bonniers donationsfond
- 2004: Sveriges Essäfonds pris
- 2006: Aftonbladets litteraturpris
- 2007: Nagroda literacka Rady Nordyckiej za Drömfakulteten
- 2007: Albert Bonniers stipendiefond för yngre och nyare författare
- 2008: Gustaf Frödings stipendium
- 2009: Alfhildpriset
- 2010: Tidningen Vi:s litteraturpris
- 2011: De Nios Vinterpris
- 2012: TCO:s kulturpris
- 2013: Nagroda Doblouga
- 2015: Wielka Nagroda Towarzystwa Dziewięciu
- 2015: Nagroda Aniary
- 2015: Bernspriset
- 2016: Nagroda literacka Towarzystwa Selmy Lagerlöf
- 2019: Nagroda Szwedzkiego Radia za Powieść[5]